# Oligia rufulusoides
Oligia rufulusoides là một loài bướm đêm trong họ Noctuidae.